# Bécasse d'Amérique
Scolopax minor
Espèce
Statut de conservation UICN

 LC  : Préoccupation mineure
Synonymes
- Philohela minor

La Bécasse d'Amérique (Scolopax minor) est une espèce d'oiseaux limicoles néarctiques de la famille des Scolopacidae.

## Description

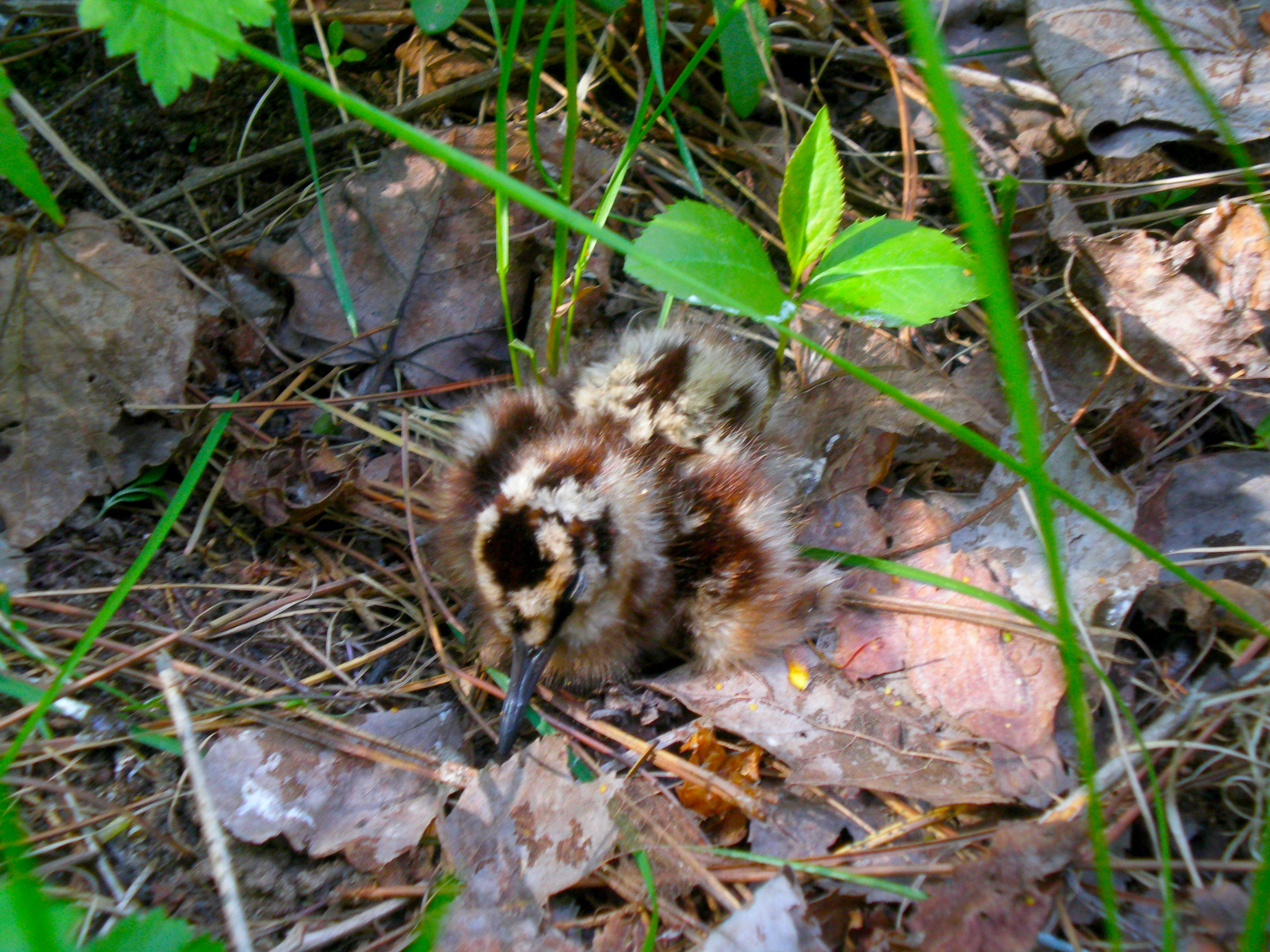
La bécasse d'Amérique est adaptée à la vie dans les bois, très bien camouflée par ses couleurs, même très jeune.

Elle a un très long bec brun, le ventre roux et un dos brun. Elle ressemble à la Bécassine des marais.
Elle a en outre la particularité d'avoir le cervelet placé en dessous du cerveau, juste au-dessus de la colonne vertébrale, contrairement à la plupart des autres oiseaux. Une hypothèse expliquant cette particularité est l'évolution du positionnement facial de la bécasse qui aurait entraîné une réorganisation de son cerveau,.

## Répartition
La Bécasse d'Amérique peuple principalement l'est de l'Amérique du Nord. Elle hiverne en Oklahoma, au Texas, dans le sud de la Floride et le pourtour du golfe du Mexique.

## Comportement
Avec son plumage camouflé, elle reste immobile et peut surprendre en s'envolant in extremis.

## État des populations, menaces
C'est une espèce qui est depuis plusieurs décennies « en déclin régulier sur toute son aire de répartition », probablement pour plusieurs raisons qui sont la dégradation de ses habitats et de ses zones de reproduction (qu'on cherche à mieux inventorier et évaluer, via l'imagerie satellitaire notamment), la chasse et le saturnisme aviaire, induit par l'ingestion de grenaille de plomb (lors de l'une des premières expérimentation d'utilisation volontaires de cartouches sans plomb par certains groupes de chasseurs en Amérique du Nord dans les années 1990-2000, le taux moyen de plomb osseux avait été  plus que divisé par deux chez trois espèces de canards suivis entre 1989 et 2000 dans les zones-test en Ontario et Colombie-Britannique, alors que dans le même temps la bécasse américaine que l'on a continué à chasser au plomb ne voyait pas sa situation s'améliorer du point de vue de son risque de saturnisme). Alors que l'attention des chasseurs était focalisée vers le gibier d'eau supposé bien plus à risque au regard du saturnisme, on a découvert à cette occasion (puis confirmé par d'autres études) que cette espèce était également fortement exposée au plomb de chasse ingéré sur le sol dans les zones d'alimentation où elle est abondamment chassée. Ce saturnisme est une source de risque pour les consommateurs de gibier ; il a notamment été associé à une réduction du quotient intellectuel (QI) des enfants exposés (y compris in utero), à des maladies rénales et à un risque  d'avortement spontané accru et à un risque accru de criminalité. 
On sait que le saturnisme induit aussi une baisse de l'immunité qui expose les animaux à un risque accru d'infections bactériennes ou virales (par exemple par les réovirus qui sont source de mortalité pour cette espèce). 
Des préoccupations ont été également émises vis-à-vis d'une exposition au cadmium puissant toxique rénal, notamment présent dans certains engrais et sols pollués et qui est facilement bioaccumulé par les vers de terre. Sa toxicité peut s'ajouter à celle du plomb fréquemment ingéré par les bécasses comme grit sur leur aire d'alimentation.